# Why Not? (пісня)
«Why Not?» — пісня південнокорейської жіночої групи Loona, випущена 19 жовтня 2020 року як головний сингл з їхнього третього мініальбому [12:00].

## Композиція і текст
Billboard назвав пісню «перевтіленням». «Why Not?» — це стрімкий електропоп, діп-хаус і фанк із впливом фьюче-бейс. У прес-релізі учасниці групи сказали, що текст пісні розповідає про «прагнення до свободи та індивідуалізму».

## Музичне відео
Візуальне оформлення кліпу було описано як «небесне» та «містичне». Учасниці танцюють посеред розбитого продуктового магазину на поверхні Місяця та стрибають по колу навколо багаття, коли Земля маячить позаду них. Пізніше дівчата повертаються на Землю, де вони плавають полями, заповнених левітуючими кулями, танцюють на стелях, оздоблених неоном, і радісно бігають крізь хмари різнокольорової крейди.
Станом на квітень 2024 року музичне відео «Why Not?» має 43 мільйони переглядів на YouTube.

## Критика
Ріан Дейлі з NME дав «Why Not?» високу оцінку, назвавши її експериментальним електропоп-EDM-бенгером, і однією з «найрозумніших» пісень Loona.

## Живі виступи
Loona вперше виконала пісню в день її виходу в Blue Square iMarket Hall в Ханнам-тоні, що у центрі Сеула, під час шоукейсу.

## Чарти
| Чарт (2020)                    | Пікова позиція |
| ------------------------------ | -------------- |
| Південна Корея (Gaon Download) | 78             |

## Історія виходу
| Регіон | Дата           | Формат                        | Лейбл               |
| ------ | -------------- | ----------------------------- | ------------------- |
| Різні  | 19 жовтня 2020 | Цифрове завантаження стримінг | Blockberry Creative |